# Lee Grant

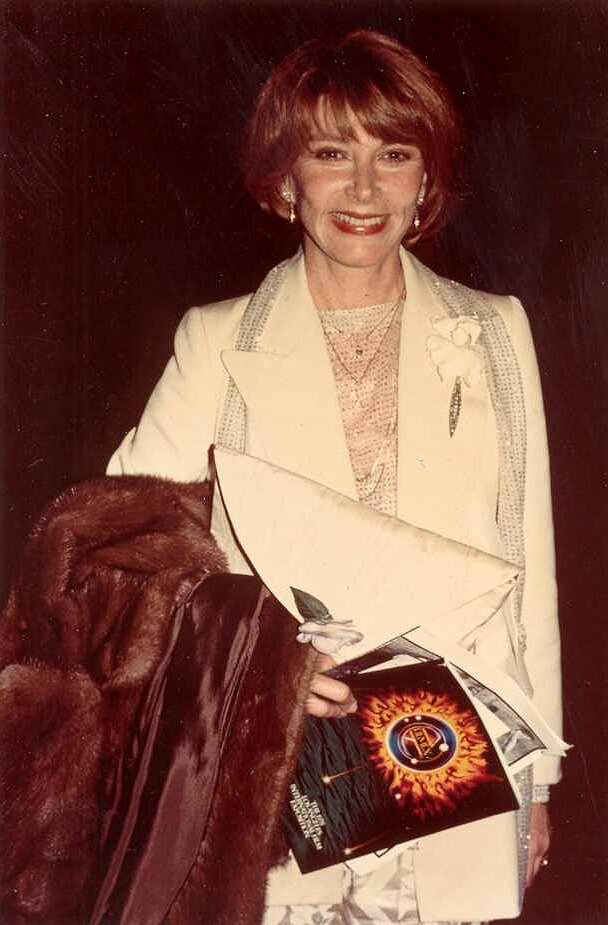
Lee Grant bei der Premiere des Films F.I.S.T. – Ein Mann geht seinen Weg, 1978

Lee Grant (* 31. Oktober 1925 als Lyova Haskell Rosenthal in New York City) ist eine US-amerikanische Schauspielerin und Regisseurin. Für ihre Rolle in Shampoo gewann sie 1975 den Oscar als beste Nebendarstellerin.

## Leben und Werk
Lee Grant stand bereits im Kindesalter als Balletttänzerin in New Yorker Opernhäusern auf der Bühne. In den 1940er-Jahren begann sie ihre Schauspielkarriere am Theater und nahm Schauspielunterricht bei Sanford Meisner und Uta Hagen, später auch am berühmten Actors Studio. 1951 machte sie ihr Filmdebüt in der Rolle einer jungen Ladendiebin in William Wylers Polizeirevier 21; dieser vergleichsweise kleine Auftritt brachte ihr eine Oscar-Nominierung als beste Nebendarstellerin und einen Darstellerpreis bei den Internationalen Filmfestspielen von Cannes ein.
Ende 1951 hielt Grant in der McCarthy-Ära eine Trauerrede für den Darsteller J. Edward Bromberg, dessen früher Tod durch einen Herzinfarkt auch auf den Stress, den ihm das House Un-American Activities Committee (HUAC) verursacht hatte, zurückgeführt wurde. Nachdem ihre Trauerrede veröffentlicht worden war, wurde sie vor das Komitee geladen. Dort wollte man, dass sie gegen ihren eigenen Mann aussagte, den kommunistischen Dramatiker Arnold Manoff. Sie weigerte sich und wurde auf die schwarze Liste Hollywoods gesetzt. Auf dieser befand sie sich für 12 Jahre, wodurch ihre gerade durch Polizeirevier 21 vielversprechend begonnene Hollywood-Karriere gleich wieder beendet wurde. Kirk Douglas beschuldigte den Regisseur Edward Dmytryk, für die Denunzierung mitverantwortlich gewesen zu sein. Grant musste in der folgenden Zeit vorrangig auf Rollen am Theater oder im Fernsehen ausweichen. Sie wurde in dieser Zeit nur sehr gelegentlich für Filme besetzt, wenn die Filmemacher keine Rücksicht auf die Schwarze Liste nahmen.
Ende der 1960er-Jahre feierte Grant mit markanten Rollen in dem Drama Das Tal der Puppen (1967) und dem oscarprämierten Polizeidrama In der Hitze der Nacht (1967) ihr Comeback in Hollywood. Neben drei weiteren Nominierungen für Polizeirevier 21 (1951), Der Hausbesitzer (1970) und Reise der Verdammten (1976) gewann sie 1976 den Oscar als beste Nebendarstellerin für ihre Rolle in dem 1975 erschienenen Film Shampoo. In diesem Film unter Regie von Hal Ashby spielte sie eine Unternehmersgattin, die eine Affäre mit dem von Warren Beatty gespielten Friseur eingeht. Außerdem agierte sie auch in Fernsehrollen und gewann zwei Emmys, 1964 als beste Nebendarstellerin in Peyton Place und 1971 als beste Schauspielerin in The Neon Ceiling. Ebenfalls 1971 war sie in der Columbo-Folge Lösegeld für einen Toten in der Rolle der Mörderin zu sehen.
Ab den 1980er-Jahren war sie, da sie ihre Regiekarriere verfolgte, seltener als Schauspielerin tätig. Zu ihren späteren Filmen zählen Chicago Blues (1987) mit Matt Dillon und David Lynchs Mulholland Drive – Straße der Finsternis (2001), in dem sie einen auffälligen Kurzauftritt als in Schwarz gehüllte Wahrsagerin Louise Bonner, die eine mysteriöse Prophezeiung macht, übernahm. Insgesamt umfasst Lee Grants filmisches Schaffen als Schauspielerin rund 110 Film- und Fernsehproduktionen zwischen 1951 und 2020.
Von Mitte der 1970er- bis Mitte der 2000er-Jahre betätigte sich Lee Grant auch regelmäßig als Regisseurin. Sie drehte eine Vielzahl an Dokumentationen, etwa Prominentenportraits für die Fernsehreihe Intimate Portrait sowie ambitionierte Kinodokumentationen zu sozialen Themen wie Transgendern (die Dokumentation What Sex Am I?, 1985) und der Benachteiligung von Frauen am Arbeitsplatz (The Willmar 8, 1981). Ihr Dokumentarfilm Down and Out in America, der soziale Benachteiligungen in den USA porträtiert und sich kritisch mit Reagans Wirtschaftspolitik auseinandersetzt, wurde 1987 mit dem Oscar als Bester Dokumentarfilm ausgezeichnet. Lee Grant drehte auch mehrere Spielfilme fiktiven Inhalts, vor allem Fernsehfilme, aber auch die Tragikomödie Boys (1989) mit Sean Astin und Dermot Mulroney für die Kinoleinwand.
Lee Grant war von 1951 bis 1960 mit dem Drehbuchautor Arnold Manoff verheiratet. Aus dieser ersten Ehe ging die Tochter Dinah Manoff (* 25. Januar 1958) hervor. 1962 heiratete sie den Produzenten Joseph Feury, mit dem sie ebenfalls eine Tochter hat.

## Filmografie (Auswahl)

### Als Schauspielerin
- 1951: Polizeirevier 21 (Detective Story)
- 1955: Sturm-Angst (Storm Fear)
- 1959: Mitten in der Nacht (Middle of the Night)
- 1963: Der Balkon (The Balcony)
- 1963, 1965: Preston & Preston (The Defenders, Fernsehserie, 2 Folgen)
- 1964: Auf der Flucht (The Fugitive, Fernsehserie, Folge 1x25)
- 1967: Scheidung auf amerikanisch (Divorce American Style)
- 1967: In der Hitze der Nacht (In the Heat of the Night)
- 1967: Das Tal der Puppen (Valley of the Dolls)
- 1968: Von Alimenten lässt sich's leben (Buona Sera, Mrs. Campbell)
- 1968: Kobra, übernehmen Sie (Mission: Impossible, Fernsehserie, 1 Folge)
- 1969: Nancy, ein eiskaltes Playgirl (The Big Bounce)
- 1969: Verschollen im Weltraum (Marooned)
- 1970: Zwei dreckige Halunken (There Was a Crooked Man…)
- 1970: Der Hausbesitzer (The Landlord)
- 1971: Columbo: Lösegeld für einen Toten (Ransom for a Dead Man, Fernsehreihe)
- 1971: Hotelgeflüster (Plaza Suite)
- 1972: Portnoys Beschwerden (Portnoy’s Complaint)
- 1974: Ein Mann stellt eine Falle (The Internecine Project)
- 1975: Shampoo
- 1975–1976: Fay (Fernsehserie, 10 Folgen)
- 1976: Reise der Verdammten (Voyage of the Damned)
- 1977: Verschollen im Bermuda-Dreieck (Airport ’77)
- 1978: Der Mafu-Käfig (The Mafu Cage)
- 1978: Damien – Omen II
- 1978: Der tödliche Schwarm (The Swarm)
- 1979: Weißes Haus, Hintereingang (Backstairs at the White House, Miniserie)
- 1979: When You Comin’ Back, Red Ryder?
- 1980: Ein reizender Fratz (Little Miss Marker)
- 1981: Charlie Chan und der Fluch der Drachenkönigin (Charlie Chan and the Curse of the Dragon Queen)
- 1982: Das Horror-Hospital (Visiting Hours)
- 1984: Die Aufsässigen (Teachers)
- 1987: Chicago Blues (The Big Town)
- 1989: Brennendes Schicksal (No Place Like Home)
- 1991: Rendezvous im Jenseits (Defending Your Life)
- 1992: Citizen Cohn – Handlanger des Todes (Citizen Cohn; Fernsehfilm)
- 1996: It's My Party
- 2000: Amati Girls – Ein Strauß Schwestern (The Amati Girls)
- 2001: Mulholland Drive – Straße der Finsternis (Mulholland Drive)
- 2005: Going Shopping
- 2020: Killian & The Comeback Kids (Sprechrolle)

### Als Regisseurin
- 1975: For the Use of the Hall (Fernsehfilm)
- 1980: Tell Me a Riddle
- 1981: The Willmar 8 (Dokumentarfilm)
- 1985: Junge Schicksale (ABC Afterschool Specials; Fernsehserie, 1 Folge)
- 1985: What Sex Am I? (Dokumentarfilm)
- 1986: Down and Out in America (Dokumentarfilm)
- 1986: Mut der Verzweiflung (Nobody's Child, Fernsehfilm)
- 1989: Boys (Staying Together)
- 1989: Brennendes Schicksal (No Place Like Home; Fernsehfilm)
- 1990–2004: Intimate Portrait (Fernseh-Dokumentarserie, 45 Folgen)
- 1994: Entscheidung des Herzens (Seasons of the Heart; Fernsehfilm)
- 1994: Nashville (Following Her Heart; Fernsehfilm)
- 1994: Der Ruf des Todes (Reunion; Fernsehfilm)
- 2005: ... A Father... A Son... Once Upon a Time in Hollywood (Fernseh-Dokumentarfilm)